# 深川東署特命人情捜査班 朝田真平
『深川東署特命人情捜査班 朝田真平』（ふかがわひがししょ とくめいにんじょうそうさはん あさだしんぺい）は、2014年7月18日にフジテレビ系列の『金曜プレステージ』（21:00 - 22:52）で放送されたテレビドラマ。主演は中村梅雀・石倉三郎・高田純次。
第2作は2015年「金曜プレミアム」枠での放映予定で撮影されたがお蔵入りになり、2019年2月23日、関東ローカル枠「土曜ワイド」で「下町人情捜査班 朝田真平2」のタイトルで放映された。

## キャスト
朝田真平
演 - 中村梅雀
刑事課刑事。階級は警部補。仕事に熱いベテラン。年下にバカにされようとも年齢の限界を超えて全力全霊で事件解決に奔走し、必要とあらば上司にも反抗する。6年前に妻を亡くしている。
本宮源太郎
演 - 石倉三郎
鑑識課員。階級は警部補。
中村圭一
演 - 高田純次
刑事課の刑事。階級は警部。暴走する真平の止め役。
3人は長年の幼馴染の付き合いで、全員58歳。定年まで2年となっている。
春川さくら
演 - 萩尾みどり
真平・源太郎・圭一の行きつけの居酒屋「河じん」の女将。3人の中学校時代のマドンナで、58歳。

### 深川東署
佐川光太郎
演 - 冨家規政
刑事課課長代理。階級は警部。刑事課の世代交代が必要と感じており、真平らベテラン組を脇に追いやろうとする。
本田正悟（第1作）
演 - 比留間由哲
刑事課課長。階級は警視。
木本健介（第1作）
演 - 近江谷太朗
警視庁捜査一課長。階級は警視。
坂崎海斗（第1作）
演 - 山口翔吾
刑事課。佐川からの密命で、単独行動する真平らの動向を監視する。
山内幸作（第2作）
演 - 鈴木健介
2課刑事。
大庭修司（第2作）
演 - 真田幹也
2課刑事。

### ゲスト
第1作（2014年）
- 小宮山公一（独居老人。「散歩の会」メンバー。第3被害者） - 長谷川哲夫
- 上川ますみ（小宮山の妹） - 和泉ちぬ
- 森岡貴代（本名：高梨喜久子。小宮山の交際相手） - 音無美紀子（幼少期：吉村美輝）
- 結城和子（小宮山の元交際相手。森岡貴代に小宮山を盗られる） - 山口果林
- 工藤三朗（「散歩の会」メンバー） - 鶴田忍
- 関島潔（結婚詐欺師） - 新田純一
- 沢村たつ子（仙台のスナック「青い月」のママ） - 大島蓉子
- 神村昭次（八戸時代の貴代の第1ターゲット）：森富士夫
- 神村秋夫（神村昭次の息子） - 秋山真太郎
- 川辺優二（仙台時代の貴代の第2ターゲット）：若尾義昭
- 島川紫郎（横浜在住。貴代の第4ターゲットにされる）：福島勝美
- 増岡ミツ子（八戸のスナック「ミツ子」のママ）：松乃薫
- 八戸で貴代の全財産を持ち逃げした男：原元太仁
- 遠山（八戸時代の貴代の不倫相手）：鈴木正幸
- 銀行員：田実陽子
- 鑑識課員 - 山沖純、佐々木亮
- 森岡貴代の両親：稲葉大助、山田真由子

第2作（2015年）
- 大原昭（深川のお茶屋「風香園」社長。詐欺及び第1被害者） - 小倉功
- 大原美寿々（昭の妻） - 藤吉久美子
- 大原美津子（昭の母） - 大空眞弓
- 大原美央（昭の娘） - 西園みすず
- 船川忠司（漁師） - 不破万作
- 井上三郎（伊豆署刑事） - 朝倉伸二
- 大原健司（昭の父。「風香園」先代社長） - 森下哲夫
- 栗山幸江（健司の不倫相手） - 宝積有香
- 瀬川良三（漁師。栗山幸江の元夫。）：山口馬木也
- 栗山和子（幸江の母）：白川和子
- 伊豆署鑑識課員 - 佐川大輔
- 山脇正道（昭を騙した詐欺師）：天現寺竜
- 榎原（税理士） - 小林功
- 「鮮魚の大ちゃん」の運転手 - 堀本能礼
- 若い頃の大原美津子 - 池之上沙也
- 冒頭部の空き巣犯人 - 吉田晋一

## スタッフ
- 脚本 - 樫田正剛
- 演出 - 富田勝典
- テーマソング - uno「フラッシュバック」
- 選曲 - 矢崎裕行
- 音楽協力 - エヌ・エス・エル
- 音響効果 - サウンドシップ
- 警察監修 - 塚田諒
- 技術協力 - 東通、ブル
- 照明協力 - ティ・エル・シー
- 美術協力 - テレビ朝日クリエイト
- スタジオ - 緑山スタジオ・シティ
- フジテレビ編成企画 - 細貝康介
- プロデュース - 塚田哲也
- 制作 - フジテレビ
- 制作著作 - アニマ21